# Haematobia exigua
Espèce
Haematobia exigua (appelée Buffalo Fly en Australie) est une espèce d'insectes diptères nuisibles, une mouche de la famille des Muscidae.
On la trouve sur tout le continent australien en dehors de l'Australie occidentale.
L'entomologiste Ian Murray Mackerras a fait d'importants travaux de recherches pour essayer de détruire cette mouche par un parasite.